# Атабеков, Каба
Каба Атабеков (1926-2008) (кирг. Каба Атабеков; 1926, Тёрт-Куль, Тонский район, Иссык-Кульская область, Киргизская АССР — 25 марта 2008, там же) — манасчи, народный артист Кыргызской Республики (1995).

## Биография
Родился в местечке Тондун ичи, в селе Торт-Куль (ныне — Тонского района Иссык-Кульской области).
Петь «Манас» начал с десяти лет. Начало своего сказительского творчества связывает с вещим сном, в котором благородный старец-всадник строго наказал ему читать эпос.
Когда маленькому Каба было 12 лет (1938), умер его отец, который всегда поддерживал сына и создавал условия для того, чтобы сын совершенствовался в исполнении эпоса «Манас».
В 12 лет пошёл в школу имени И. В. Сталина. И за год учёбы освоил трёхгодичную школьную программу. В 1944 году окончил школу на отлично и продолжил образование в Киргизском педагогическом институте по специальности «учитель русского языка и литературы».

## Награды и звания
- Народный артист Кыргызской Республики (1995)[1].
- Награждён памятной медалью «Манас-1000» (1995) и дипломом 1-степени (1995).

## Становление сказителя «Манаса»
Однажды девятилетний Каба, пасший коров на зелёном лугу, задремал и увидел сон. Во сне земля дрожала от грохота копыт множества лошадей. Каба увидел всадника — аксакала, который приблизился к нему, протянул руку и усадил мальчика позади себя. Вместе они пересекли полноводный ручей Тон. На другой стороне аксакал спустил Каба на землю и сказал: «Теперь ступай, сынок», после чего исчез.
Очнувшись, Каба с удивлением обнаружил, что действительно находится на противоположной стороне ручья. Испугавшись, он подумал: «Кажется, я умру. Неспроста этот аксакал усадил меня на своего коня».
Через некоторое время Каба начал ощущать в себе перемены. Его стало переполнять желание рассказать о чём-то важном.
Однажды ему приснился новый сон. Во сне перед Каба предстал могучий человек, который сказал: «Вставай! Открывай глаза! Видишь это?» Каба увидел огромное множество вооружённых воинов на конях. Он испытал страх и изумление.
Могучий человек продолжил: «Этот воин со знаменем - Бакай, рядом с ним Манас, Чубак, Сыргак, Ажыбай, Мажик. Слева - воины Конурбая: Нескара, Жолой… А я - Алмамбет. Как только опустится знамя, ты начнёшь рассказывать всё, что видишь».
После Каба открыл глаза и увидел свою мать, которая, испугавшись его внешнего вида, горько плакала. Возможно, бедная женщина подумала, что её сын сошёл с ума.
После этого Каба три дня не ел и не вставал с постели, всё время держал глаза закрытыми. Спустя месяц-другой, когда он пас коров, мальчик начал тайком рассказывать эпизоды эпоса «Манас». Проходили дни и месяцы.
Однажды дядя Кабы, Асанбек, приехал в гости к его отцу Атабеку и предложил организовать сбор людей для чтения Корана. Для этого он поручил Кабе пригласить односельчан. Мальчик, ничего не подозревая, обошёл всех и привёл собравшихся. После угощения и завершения трапезы Асанбек обратился к племяннику:
«Сынок, говорят, ты рассказываешь Манас. Не стесняйся, расскажи и нам».
Каба растерялся и не знал, что сказать. Но тут перед его глазами возникло видение: сцена битвы под Пекином. Он начал рассказывать. Слушатели были поражены и дали мальчику свои благословения. С этого момента Каба Атабеков стал рассказывать «Манас» перед аудиторией, получив признание.
Первое признание
В 1940 году 14-летний Каба впервые выступил на соревновании манасчы в столице Киргизстана — Фрунзе (ныне Бишкек). Там он участвовал вместе с великими мастерами Саякбаем Каралаевым и Ыбыраем Абдылда уулу. По итогам выступления Каба получил свою первую награду — красную книгу. Этот небольшой подарок остался для него самым дорогим и памятным призом.
На том же мероприятии Саякбай Каралаев, услышав выступление юного манасчы, сказал:
«Ты хорошо рассказываешь Манас. Продолжай, прославь этот эпос. В будущем ты станешь великим манасчы».
Слова Каралаева стали пророческими. Вдохновлённый благословением мастера, Каба Атабеков продолжал передавать эпос «Манас» людям до последних дней своей жизни, сохраняя искусство живого исполнения.